# Blanchard (Dakota Północna)
Blanchard – jednostka osadnicza w Stanach Zjednoczonych, w stanie Dakota Północna, w hrabstwie Traill.

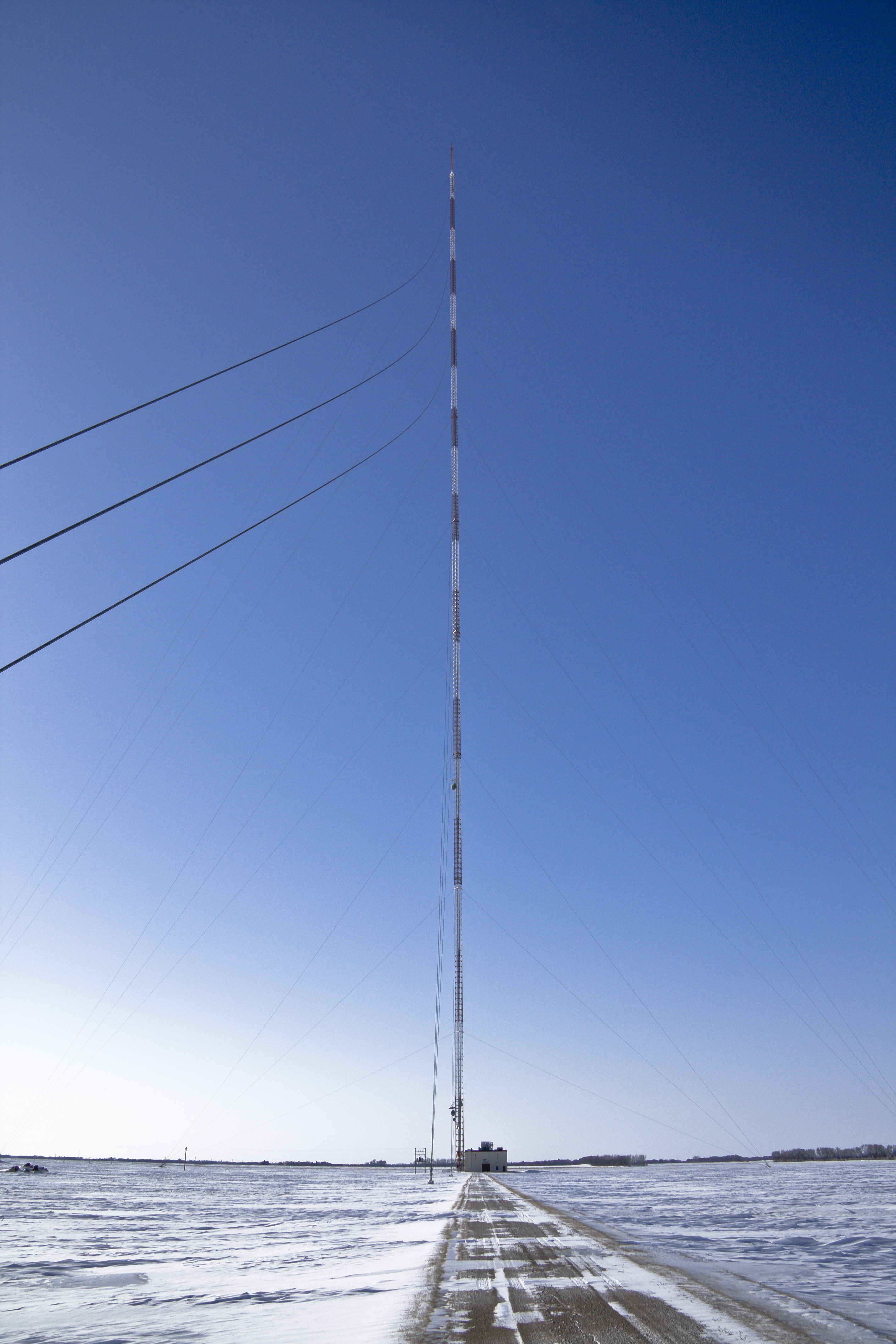
Maszt telewizyjny KVLY/KTHI TV Mast

4,8 km na zachód od miejscowości znajduje się KVLY/KTHI TV Mast – najwyższy obecnie maszt świata mierzący 628,8 metra. Do użytku oddany został 13 sierpnia 1963 roku.